# Saint-Fort-sur-Gironde
Saint-Fort-sur-Gironde is een gemeente in het Franse departement Charente-Maritime (regio Nouvelle-Aquitaine). De plaats maakt deel uit van het arrondissement Jonzac. Saint-Fort-sur-Gironde telde op 1 januari 2022 907 inwoners.

## Geografie
De oppervlakte van Saint-Fort-sur-Gironde bedroeg op 1 januari 2022 24,22 vierkante kilometer; de bevolkingsdichtheid was toen 37,4 inwoners per km².

De onderstaande kaart toont de ligging van Saint-Fort-sur-Gironde met de belangrijkste infrastructuur en aangrenzende gemeenten.

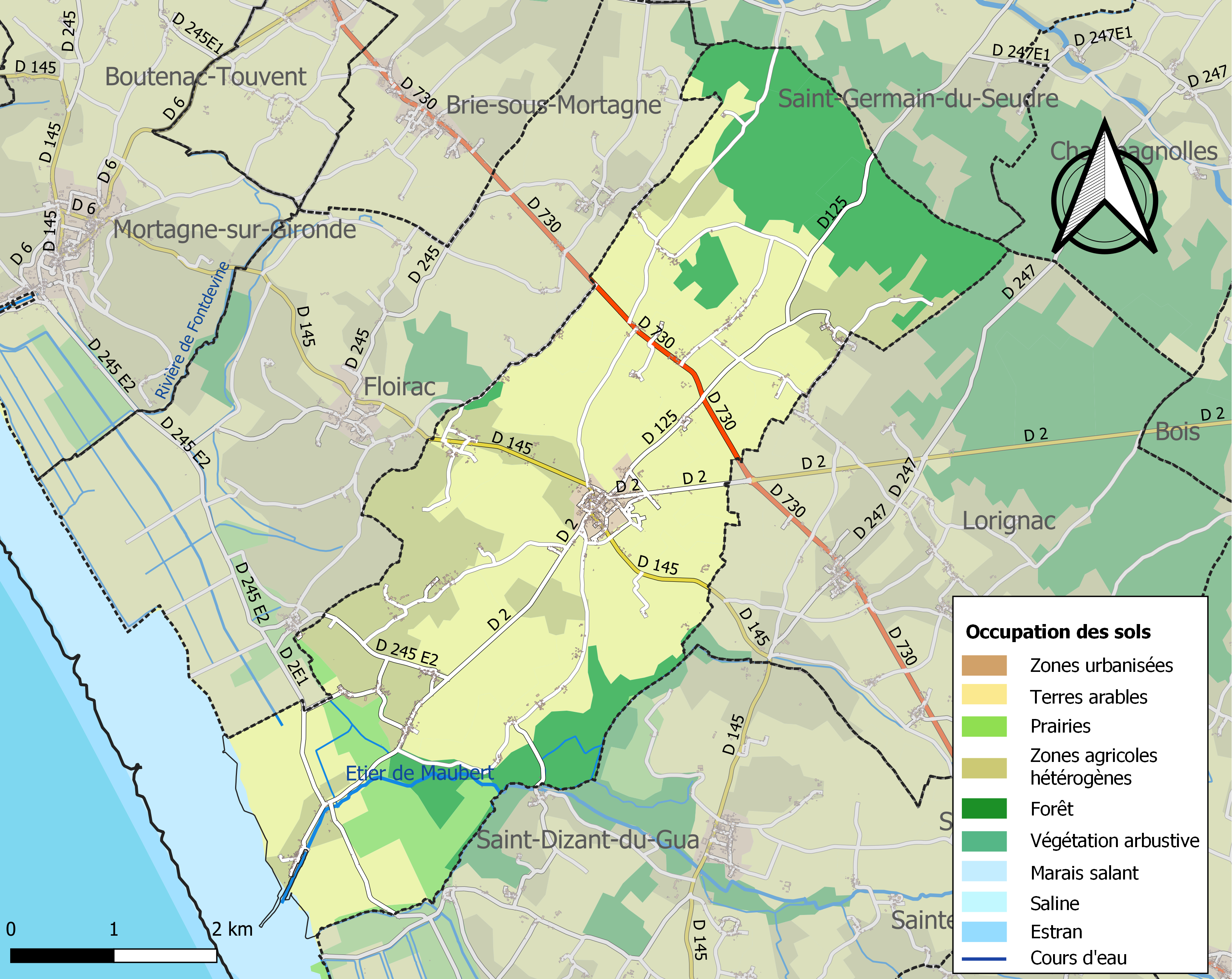

## Demografie
Onderstaande figuur toont het verloop van het inwonertal (bron: INSEE-tellingen).

## Geboren in Saint-Fort-sur-Gironde
- Pierre-Henri Simon (1903-1972), schrijver, literatuurhistoricus en -criticus